# Petros Kechiopoulos
Petros Kechiopoulos (griechisch Πέτρος Κεχίπουλος, * 4. Juli 2004) ist ein griechischer Leichtathlet, der sich auf den Sprint spezialisiert hat.

## Sportliche Laufbahn
Erste internationale Erfahrungen sammelte Petros Kechiopoulos im Jahr 2025, als er bei den Balkan-Meisterschaften in Volos mit der griechischen 4-mal-400-Meter-Staffel in 3:07,48 min die Bronzemedaille hinter den Teams aus der Ukraine und Slowenien gewann.
2025 wurde Kechipoulos griechischer Hallenmeister im 400-Meter-Lauf.

## Persönliche Bestleistungen
- 400 Meter: 47,09 s, 2. August 2025 in Volos
  - 400 Meter (Halle): 48,17 s, 22. Februar 2025 in Piräus